# Linycus temporalis
Linycus temporalis là một loài tò vò trong họ Ichneumonidae.